# Pachychilon pictum
Pachychilon pictum är en fiskart som först beskrevs av Heckel och Kner, 1858.  Pachychilon pictum ingår i släktet Pachychilon och familjen karpfiskar. IUCN kategoriserar arten globalt som livskraftig. Inga underarter finns listade i Catalogue of Life.